# Dichaea weigeltii
Dichaea weigeltii är en orkidéart som beskrevs av Heinrich Gustav Reichenbach. Dichaea weigeltii ingår i släktet Dichaea och familjen orkidéer. Inga underarter finns listade i Catalogue of Life.